# Phenylthiophosphonyldichlorid
Phenylthiophosphonyldichlorid ist eine aromatische chemische Verbindung aus den Gruppen der Organophosphorverbindungen und der Thiophosphorsäureester.

## Gewinnung und Darstellung
Für die Herstellung von Phenylthiophosphonyldichlorid wird zunächst Benzol mit Phosphortrichlorid in Gegenwart von Aluminiumchlorid umgesetzt. Durch die Reaktion mit elementarem Schwefel bildet sich anschließend Phenylthiophosphonyldichlorid.
{\displaystyle \mathrm {PCl_{3}\ +\ C_{6}H_{6}\ {\xrightarrow {[AlCl_{3}]}}\ \ PhCl_{2}P+HCl\uparrow } }
{\displaystyle \mathrm {PhPCl_{2}\ +S\ {\xrightarrow {\ }}\ PhCl_{2}PS} }
Reaktion von Phosphortrichlorid mit Benzol zu Dichlorphenylphosphan, anschließend mit Schwefel zu Phenylthiophosphonyldichlorid (Ph=Phenyl).

## Verwendung
Phenylthiophosphonyldichlorid ist ein Zwischenprodukt bei der Synthese des Insektizids EPN.
Die Verbindung kann als Ausgangsstoff für die Gewinnung von Bis(4-carboxyphenyl)phenylphosphinoxid genutzt werden, das als Comonomer für Nylon mit höherem Flammschutz untersucht wurde.